# Масиейра-ди-Ратиш
Масие́йра-ди-Ра́тиш (порт. Macieira de Rates) — район (фрегезия) в Португалии, входит в округ Брага. Является составной частью муниципалитета Барселуш. Находится в составе крупной городской агломерации Большое Минью. По старому административному делению входил в провинцию Минью. Входит в экономико-статистический  субрегион Каваду, который входит в Северный регион. Население составляет 1967 человек на 2001 год. Занимает площадь 7,56 км².